# Моленіє Данила Заточника

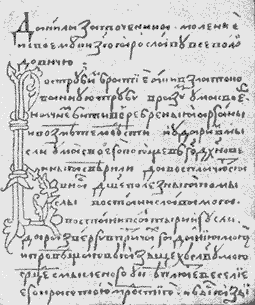
Рукопис «Моленія Данила Заточника». Список XVI століття

«Моле́ніє Дани́ла Зато́чника» — «Моління» або ж «Слово» (одна редакція — «Моління», друга — «Слово») Данила Заточника — видатна пам'ятка світової культурної спадщини, один з найцікавіших та найзагадковіших серед світських літературно-публіцистичних та суспільно-історичних творів давньої української писемності (давньоруська писемність), а також, одне із найвищих досягнень філософської і політичної культури княжої України. Словниковий матеріал пам'ятки, особливості її змісту та багато інших ознак дають можливість припустити, що батьківщина твору знаходилася в межах Південної Русі. Найвірогідніше, це м. Переяславль (Руський або Київський, нині м. Переяслав Київської обл.), що має стосунок до Києво-Галицької книжної культури.

## Дослідження
Твір неодноразово був предметом різноманітних досліджень і суперечок. Твір у різні часи досліджували: М. Грушевський, П. Бессонов, Е. Моседов, І. Шляпкін, А.Ляшенко, Ф.Покровський, В.Покровська, В.Малишев, В.Гуссов, В.Істрін, П.Міндалєв, Д. Лихачов, І.Будовніц, М. Тихомиров, Д. Абрамович, М. Скрипіль, Н. Гудзій, В. Щурат, В.Бєлінський, Я.Боровський, Б.Яценко, Г. Вагнер, В. Горський та ін. Вчені намагалися з'ясувати як походження цього твору, так і визначити його первинну редакцію та час написання; намагались встановити постать самого автора і його соціальну приналежність, розглядали твір як літературну та філософську пам'ятку і ін.

## Опис
Твір було адресовано новгородському князеві Ярославові Всеволодовичу; в інших списках — князю Ярославу Володимировичу (очевидно, це Юрій Долгорукий). Написано цей твір, скоріш за все, в XII—XIII ст., проте він зберігся лише у пізніших копіях. Раніше «Моленіє» вважалося проханням гаданого автора Данила Заточника. За новими дослідженнями — це літературна форма. Твір Данила Заточеника має глибокий філософський і суспільнополітичний смисл. Має багато спільних мотивів з творами давньоукраїнської літератури. У творі виразно звучить голос особистості, індивіда, духовно розкутої людини. Данило сміливо проголошує абсолютний пріоритет розуму над фізичною силою, знання над хоробрістю, мудрості над войовничістю. Він звеличує духовність, стверджує самоцінність мислячої людини. «Слово» рясніє цитатами й афоризмами, запозиченими з Біблійних книг, «Бджоли», «Фізіолога», «Повісті про Акіра Премудрого», літописів, «Ізборників», а також мирськими приказками. Воно справило величезний вплив на українську книжність XV—XVII століть.
У творі автор звертається до князя з проханням про помилування, будучи засланим за якусь провину на береги озера Лача Новгородської землі.
Тому, пане, багатий муж усюди знаний є, і на чужинській стороні друзів має, а вбогий — у своїй зненавиджений ходить [Пр. 19,4]. Багатий промовить — усі змовкнуть та піднесуть слово його до хмар, а вбогий скаже — усі на нього кричатимуть.
Моління Данила Заточника
Відомі дві основні редакції твору, першу з яких називають «Слово Данила Заточника», а другу — «Моленіє Данила Заточника». Відомо, що Данило Заточник справді існував, про нього згадує автор Симеонівського літопису.